# 2. Deutsche Volleyball-Bundesliga 2023/24 (Männer)
Die Saison 2023/24 der 2. Volleyball-Bundesliga der Männer war die fünfzigste Ausgabe dieses Wettbewerbs. Sie begann im September 2023 und endete im April 2024.

## 2. Bundesliga Nord
Meister wurde zum dritten Mal in Folge der TuS Mondorf, der erneut auf den Aufstieg in die 1. Bundesliga verzichtete. Absteigen mussten SV Lindow-Gransee und TSGL Schöneiche.

### Mannschaften
In dieser Saison spielten folgende dreizehn Mannschaften in der 2. Bundesliga Nord der Männer:
- VC Olympia Berlin
- TuB Bocholt
- Dessau Volleys
- VV Humann Essen
- TSV Giesen Grizzlys II
- Kieler TV
- SV Lindow-Gransee
- TuS Mondorf
- orderbase Volleys Münster
- PSV Neustrelitz
- TSGL Schöneiche
- FC Schüttorf 09
- SV Warnemünde

Meister der Saison 2022/23 wurde erneut der TuS Mondorf, der wiederum auf den Aufstieg in die 1. Bundesliga verzichtete. Dafür stieg der Drittplatzierte VC Bitterfeld-Wolfen auf. Absteigen musste der ETV Hamburg. Aufsteiger aus der Dritten Liga waren die Dessau Volleys (Nord) und die TSV Giesen Grizzlys II (West). Der VCO Berlin startete mit einem Sonderspielrecht.

### Tabelle
Seit der Saison 2013/14 gilt für den Spielbetrieb des DVV eine neue Punkteregel: Für einen 3:0- oder einen 3:1-Sieg gibt es drei Punkte, für einen 3:2-Sieg zwei Punkte, für eine 2:3-Niederlage einen Punkt und für eine 1:3- oder 0:3-Niederlage keinen Punkt. Bei Punktgleichheit entscheidet zunächst die Anzahl der gewonnenen Spiele, dann der Satzquotient (Divisionsverfahren) und schließlich der Ballpunktquotient (Divisionsverfahren).
|                       | Verein                     | Spiele | Punkte | Siege | Sätze | Bälle     |
| --------------------- | -------------------------- | ------ | ------ | ----- | ----- | --------- |
| 1.                    | TuS Mondorf (M)            | 24     | 62     | 21    | 65:23 | 2109:1829 |
| 2.                    | SV Warnemünde              | 24     | 60     | 21    | 67:22 | 2109:1802 |
| 3.                    | TuB Bocholt                | 24     | 51     | 17    | 58:31 | 2107:1958 |
| 4.                    | TSV Giesen Grizzlys II (N) | 24     | 51     | 17    | 58:34 | 2104:1990 |
| 5.                    | PSV Neustrelitz            | 24     | 36     | 12    | 49:46 | 2151:2140 |
| 6.                    | FC Schüttorf 09            | 24     | 32     | 12    | 44:50 | 2098:2151 |
| 7.                    | VV Humann Essen            | 24     | 30     | 9     | 43:56 | 2133:2186 |
| 8.                    | Kieler TV                  | 24     | 30     | 9     | 37:49 | 1930:2012 |
| 9.                    | orderbase Volleys Münster  | 24     | 27     | 10    | 35:54 | 1964:2060 |
| 10.                   | Dessau Volleys (N)         | 24     | 25     | 9     | 38:52 | 1964:2080 |
| 11.                   | SV Lindow-Gransee          | 24     | 25     | 8     | 40:56 | 2078:2149 |
| 12.                   | TSGL Schöneiche            | 24     | 20     | 5     | 33:63 | 2006:2242 |
| 13.                   | VC Olympia Berlin (S)      | 24     | 19     | 6     | 34:65 | 2095:2249 |
| Stand: 27. April 2024 |                            |        |        |       |       |           |

|     | Hochrücker in die erste Bundesliga |
|     | Absteiger in die Dritte Liga       |
| (M) | Meister                            |
| (N) | Aufsteiger                         |
| (S) | Sonderspielrecht                   |

## 2. Bundesliga Süd
Meister wurde Neuling VC Eltmann. Absteiger waren GSVE Delitzsch und Barock Volleys MTV Ludwigsburg.

### Mannschaften
In dieser Saison spielten folgende 13 Mannschaften in der 2. Bundesliga Süd der Männer:
- TV Bühl
- GSVE Delitzsch
- Ramfire Volleys Dresden
- VC Eltmann
- VYS Friedrichshafen
- Blue Volleys Gotha
- TSV Grafing
- TuS Kriftel
- L.E. Volleys
- Barock Volleys MTV Ludwigsburg
- TSV Mimmenhausen
- TV Rottenburg
- SV Schwaig

Meister der Saison 2022/23 wurden die Baden Volleys SSC Karlsruhe, die zusammen mit dem Zweiten FT 1844 Freiburg und dem Dritten ASV Dachau in die Erste Bundesliga aufstiegen. Absteiger waren der TV/DJK Hammelburg und der TSV Mühldorf. Aufsteiger aus der Dritten Liga waren der TV Bühl und die Barock Volleys MTV Ludwigsburg (Süd) sowie der VC Eltmann, der TSV Grafing und die L.E. Volleys (Ost). Die VolleyYoungStars Friedrichshafen starteten wieder mit einem Sonderspielrecht.

### Tabelle
Seit der Saison 2013/14 gilt für den Spielbetrieb des DVV eine neue Punkteregel: Für einen 3:0- oder einen 3:1-Sieg gibt es drei Punkte, für einen 3:2-Sieg zwei Punkte, für eine 2:3-Niederlage einen Punkt und für eine 1:3- oder 0:3-Niederlage keinen Punkt. Bei Punktgleichheit entscheidet zunächst die Anzahl der gewonnenen Spiele, dann der Satzquotient (Divisionsverfahren) und schließlich der Ballpunktquotient (Divisionsverfahren).
|                       | Verein                             | Anz. Spiele | Punkte | Gew. Spiele | Sätze | Bälle     |
| --------------------- | ---------------------------------- | ----------- | ------ | ----------- | ----- | --------- |
| 1.                    | VC Eltmann (N)                     | 24          | 63     | 22          | 69:25 | 2242:2015 |
| 2.                    | TSV Rottenburg                     | 24          | 54     | 18          | 61:31 | 2171:1910 |
| 3.                    | Blue Volleys Gotha                 | 24          | 51     | 18          | 59:32 | 2082:1890 |
| 4.                    | TV Bühl (N)                        | 24          | 50     | 16          | 61:35 | 2199:2085 |
| 5.                    | TuS Kriftel                        | 24          | 40     | 14          | 54:43 | 2200:2098 |
| 6.                    | Ramfire Volleys Dresden            | 24          | 39     | 12          | 50:45 | 2127:2110 |
| 7.                    | TSV Mimmenhausen                   | 24          | 39     | 12          | 49:46 | 2123:2152 |
| 8.                    | L.E. Volleys (N)                   | 24          | 37     | 12          | 47:42 | 2051:2058 |
| 9.                    | SV Schwaig                         | 24          | 32     | 13          | 44:49 | 2026:2041 |
| 10.                   | TSV Grafing (N)                    | 24          | 29     | 9           | 42:57 | 2114:2185 |
| 11.                   | Barock Volleys MTV Ludwigsburg (N) | 24          | 17     | 5           | 30:63 | 1990:2204 |
| 12.                   | VYS Friedrichshafen (S)            | 24          | 15     | 5           | 30:65 | 1999:2208 |
| 13.                   | GSVE Delitzsch                     | 24          | 2      | 0           | 9:72  | 1630:1998 |
| Stand: 27. April 2024 |                                    |             |        |             |       |           |

|     | Absteiger in die 3. Liga |
| (N) | Aufsteiger               |
| (S) | Sonderspielrecht         |